# Areg Azatyan
Areg Azatyan (in armeno Արեգ Ազատյան?; 29 giugno 1990) è un ex calciatore armeno, di ruolo attaccante.

## Carriera

### Club
Ha giocato nella prima divisione armena.

### Nazionale
Con la nazionale Under-21 ha giocato 2 partite di qualificazione agli Europei di categoria.